# Gli orrori del liceo femminile
Gli orrori del liceo femminile (La residencia) è un film del 1969 diretto da Narciso Ibáñez Serrador.

## Trama
Francia, fine ‘800. In un isolato collegio femminile domina incontrastata la severissima direttrice Madame Fourneau. Avvengono alcuni misteriosi delitti tra le ragazze, anche se l'assassino fa sparire i cadaveri e tutti pensano a una fuga delle collegiali.